# データ集計機
データ集計機（データしゅうけいき）とは、複数の機器のデータを集計・保存する機器をいう。
操作部分にはパソコンをそのまま流用することが多い。集計機モジュール本体とその操作用端末としてのパソコンが同じラックに収められ、その全体を集計機と呼ぶのが一般的。

## 駅のデータ集計機
自動改札機、自動券売機、窓口処理機などの各駅務機器のデータを集計する。集計した駅のデータはオンラインまたはオフラインで本社の審査・統計担当部署に送られる。以前はフロッピーディスク、MOを使ったオフライン方式が多かったが、最近はオンライン方式が多い。伝送は、かつてはメタルケーブルによる低速回線が多かったが、最近は光回線がよく用いられる。鉄道会社の場合伝送に使う回線は通常は自社回線が多い。以前はデータ送信に使える自社回線が無い社ではNTT公衆回線を使うケースも多く見られた。
- データ集計機と他の駅務機器（自動改札機、自動券売機等）との通信
  - データ集計機の置かれた駅構内において、データ集計機と他の駅務機器はオンラインで接続される。以前はメーカー毎に異なる通信プロトコルによっていたため違うメーカーの機器とは接続できないことが多かった。最近は異なるメーカーの機器同士でも接続できるよう通信プロトコルを統一するようになっている。最近はTCP/IPが用いられる場合が多くなっている。